# Arrecife Cato
El Arrecife Cato (en inglés: Cato Reef) como una parte del Banco Cato, es un área en el Mar del Coral frente a la costa nororiental del estado de Queensland, en Australia, que es de aproximadamente 21 km por 13 km de esta área 200 km², donde la profundidad del agua es típicamente de menos de 17 m. El Arrecife rodea un área de 3,3 km en 1,8 km, en una zona de 5 km² incluyendo una pequeña laguna de poca profundidad, que contiene la Isla Cato, un cayo bajo relieve en el oeste que es de aproximadamente 650 por 300 metros, con un área de 15 hectáreas, y 6 m de alto. Cerca de la esquina sureste del Banco Cato esta la Roca Hutchison, con 1 m de profundidad sobre la superficie.
La isla Cato se localiza en las coordenadas geográficas 23°15′S155°32′E, se trata de una pequeña isla con forma ovalada a aproximadamente 375 kilómetros al este de Gladstone, Queensland y a unos 270 km al este - sureste del extremo sur de la Gran Barrera de Coral. Esta isla esta a aproximadamente 11 km al sur de la Isleta Bird, parte del extremo este de los Arrecifes Wreck. 